# 北沢洋
北沢 洋（きたざわ よう、1963年7月9日 - ）は、日本の男性俳優、声優、ナレーター。埼玉県蕨市出身。賢プロダクション、劇団「花組芝居」所属。

## 略歴
文化学院文学部演劇コース卒業。

## 人物
特技・趣味は女形。
資格は普通自動二輪車免許、普通自動車免許。
洋画の吹き替えにおいてはジョン・レグイザモを数多く担当している。

## 出演
太字はメインキャラクター。

### テレビアニメ
1988年
- シティーハンター シリーズ（1988年 - 1989年、メガネ屋、男C） - 2シリーズ

1995年
- 黄金勇者ゴルドラン（ジョナ）
- 獣戦士ガルキーバ（金剛煌）

1996年
- 逮捕しちゃうぞ（バイク少年）

1998年
- serial experiments lain（声）

1999年
- 名探偵コナン（1999年 - 2005年、大嶽渉、刑事B）

2000年
- 犬夜叉（男）
- サクラ大戦TV（研究員）

2001年
- FF：U 〜ファイナルファンタジー:アンリミテッド〜（不毛D）

2002年
- OVERMANキングゲイナー（ケジナン・タッド）

2003年
- キノの旅 -the Beautiful World-（男）
- GetBackers-奪還屋-（護衛）

2005年
- BLOOD+（フォレスト）

2006年
- パンプキン・シザーズ（マリエルの父）

2008年
- ミチコとハッチン（ヌーノ）

2015年
- パックワールド（パッケンシュタイン博士）
- ポケットモンスター XY&Z（ハンゾー）
- 妖怪ウォッチ（肘肩正治）

2016年
- 怪盗ジョーカー（バド）

2017年
- 僕のヒーローアカデミア（2017年 - 2024年、パワーローダー） - 4シリーズ

2018年
- 新幹線変形ロボ シンカリオン（2018年 - 2022年、小田原キントキ） - 2シリーズ
- 銀河英雄伝説 Die Neue These 邂逅（ハンス・ディートリッヒ・フォン・ゼークト）
- からくりサーカス（2018年 - 2019年、菅野病院の医師、ケニス）

2019年
- FAIRY TAIL（ワール）
- ノー・ガンズ・ライフ（2019年 - 2020年、ブロムウェル・ロッソ） - 2シリーズ
- 超人高校生たちは異世界でも余裕で生き抜くようです!（セレンティウス）

2020年
- ポケットモンスター（2020 - 2022年、ダンペー、カメマスター）
- もっと!まじめにふまじめ かいけつゾロリ（2020年 - 2022年、フェネック、エム、ギャバン） - 3シリーズ

2021年
- ログ・ホライズン 円卓崩壊（ジュホワン）
- 月が導く異世界道中（ルグイ）
- EDENS ZERO（ポール）

2022年
- 転生したら剣でした（赤犬族、フリーオン）

2024年
- ポケットモンスター（店長）

### OVA
- 宇宙家族カールビンソン（1988年、ショウちゃん）
- KIZUNA 2（1994年）
- 銀河英雄伝説（1994年）
- Lesson XX（1995年）

### Webアニメ
- 天空侵犯（2021年、月野右左義）

### ゲーム
- リンダキューブ アゲイン（1997年、ジョージ・カマー）
- レイディアントシルバーガン（1998年、クリエイタ）
- 餓狼 MARK OF THE WOLVES（1999年、ケビン・ライアン、グラント）
- クッキングピコ（1999年）
- タツノコファイト（2000年、ベルクカッツェ）
- ブレイブソウル（2001年）
- SUNRISE WORLD WAR Fromサンライズ英雄譚（2003年、煌）
- スーパーロボット大戦Z（2008年、ケジナン・タッド）
- ゼルダの伝説 知恵のかりもの（2024年）
- FAIRY TAIL 2（2024年、ワール・イーヒト[9]）
- コール オブ デューティ ブラックオプス 6（2024年、フェリックス・ニューマン）

### ドラマCD
- ちょー美女と野獣（サリタ・タロットワーク）

### 吹き替え

#### 担当俳優
ジョン・レグイザモ
- 悪の法則（つなぎの男）
- ゲット!マイライフ（モンゴメリー・デ・ラ・クルス）
- コラテラル・ダメージ（フェリックス・ラミレス）※ソフト版
- ライド・アロング〜相棒見習い〜（サンティアゴ）
- ランド・オブ・ザ・デッド（チョロ）

#### 映画
- ヴァン・ダム IN コヨーテ（ジェシー・ホーガン〈サイラス・ウェイアー・ミッチェル〉）※テレビ東京版
- ウィキッド ふたりの魔女[10]
- NYPD15分署（ボビー・ヴー〈バイロン・マン〉）※テレビ朝日版
- クローン・トゥ・キル
- サイダーハウス・ルール
- ザ・メキシカン※テレビ
- ジェシー・ジェームズの暗殺（ウッド・ハイト〈ジェレミー・レナー〉）
- スタンドアップ（ボビー・シャープ〈ジェレミー・レナー〉）
- タキシード（ランディーン〈ポール・ベイツ〉）
- ダブル・ガントレット
- チャイルド・プレイ チャッキーの花嫁
- 鉄板スポーツ伝説（ホルヘ・フアンソン〈ジェシー・ガルシアv
- バウンティー・ハンター（ボビー）
- ハムナプトラ2/黄金のピラミッド（スパイビー〈トム・フィッシャー〉）※ビデオ・DVD版
- ファイナル・デッドサーキット 3D（カーター・ダニエルズ〈ジャスティス・ウェルボーン〉）
- ブレード・スクワット
- モ'・ベター・ブルース
- ラブ・アクチュアリー（コリン〈クリス・マーシャル〉）
- リーグ・オブ・レジェンド/時空を超えた戦い（ロドニー・スキナー / 透明人間〈トニー・カラン〉）
- ワンス・アポン・ア・タイム・イン・チャイナ/少林故事（チー〈ホン・ヤンヤン〉）

#### ドラマ
- シェルビーの事件ファイル
- スーパーナチュラル
- チャームド〜魔女3姉妹〜
- PERSON of INTEREST 犯罪予知ユニット
- ブルーブラッド 〜NYPD家族の絆〜
- レリック・ハンター

#### アニメ
- アイス・エイジ4/パイレーツ大冒険（スクウィント）
- アニマル・インテリジェンス
- キャットドッグ（ドッグ）
- パワーパフガールズ (第2作)（ザ・ナット）

### テレビドラマ
- 大江戸風雲伝
- ディロン〜運命の犬
- 松本清張ミステリー時代劇

### 映画
- 押繪と旅する男

### 特撮
- 仮面ライダーゴースト（2015年、電気眼魔の声）
- 機界戦隊ゼンカイジャー（2021年、レトロワルドの声[11]）

### ナレーション
- アングラへの道
- いつみても平平凡凡
- 関西海上釣り堀攻略法
- SHA・LA・LA
- TBC学院学校紹介
- とんからりん

### ラジオ
- ザ・キングスネークショウ

### シリーズ一覧
1. ↑  第2期（2017年）、第3期（2018年）、第4期（2020年）、第7期（2024年）
2. ↑  『新幹線変形ロボ シンカリオン』（2018年 - 2019年）、『新幹線変形ロボ シンカリオンZ』（2022年）
3. ↑  第1期（2019年）、第2期（2020年）
4. ↑  第1シリーズ（2020年）、第2シリーズ（2021年）、第3シリーズ（2022年）